# Martin Caidin
Œuvres principales
- Cyborg (1972)
- Nimitz, retour vers l'enfer (1980)

Martin Caidin, né le 14 septembre 1927 à New York et mort le 24 mars 1997  à Tallahassee en Floride, est un écrivain américain connu pour ses romans Cyborg (1972) qui a inspiré la série télévisée L'Homme qui valait trois milliards et Nimitz, retour vers l'enfer (1980) qui a inspiré le film du même titre sorti la même année.
Il est également une autorité de l'aéronautique et de l'aviation.

## Biographie
Martin Caidin nait le 14 septembre 1927 à New York et perd sa mère deux ans après. Son père se remarie avec sa belle-mère, qui refuse de l'élever : Martin demeure alors à l'orphelinat et chez sa grand-mère.
Dès l'âge de quinze ans, il vit seul à New York, où il rencontre l'astronome Carl Sagan.

### Carrière
Autodidacte, il participe à la conquête spatiale avec l'équipe de Wernher von Braun à Cap Canaveral en 1955 et devient un pilote d'essai, un expert dans le domaine aérospatial. Entre-temps, il lit bon nombre d'ouvrages sur l'armée de l'air et sur l'histoire de l'aéronautique et se met à écrire The Long Night, un récit de science-fiction, en 1956.
Marooned est édité en 1964. Connu en France sous le titre S.O.S. Mercury VII (1965), il sera adapté à l'écran cinq ans plus tard par le réalisateur John Sturges avec Gregory Peck, Richard Crenna, David Janssen, James Franciscus et Gene Hackman (Marooned, en français Les Naufragés de l'espace, 1970) : ce film reçoit un Oscar des meilleurs effets visuels.
Il publie Cyborg en 1972 — en France, en 1975, chez Denoël — dans lequel un certain Steve Austin, ayant perdu ses jambes, ses bras et un œil dans un terrible accident aéronautique, devient un homme bionique, ce qui inspire en 1974, la série L'Homme qui valait trois milliards (The Six Million Dollar Man) ainsi que la série dérivée Super Jaimie (The Bionic Woman). Ce roman fait partie d'une quadrilogie comprenant aussi Operation Nuke (1973), High Crystal (1974) et Cyborg IV (1975).
Il meurt d'un cancer de la thyroïde à Tallahassee en Floride, le 24 mars 1997.

## Œuvres

### Romans
- The Long Night, 1956
- Race for the Moon, 1960
- Black Thursday, 1960
- Red Star in Space, 1963
- Marooned, 1964 ('S.O.S. Mercury VII (en), Éd. Stock, 1965)
- Devil Take All, 1966
- The Last Fathom, 1967
- No Man's World, 1967
- Four Came Back, 1968
- The God Machine, 1969
- Anytime, Anywhere, 1970
- Ballantine Inactive, 1970
- The Cape, 1971
- The Mendelov Conspiracy (ou Encounter Three), 1971
- Almost Midnight, 1971
- Maryjane Tonight at Angels Twelve, 1972
- Cyborg, 1972 (Cyborg, Éd. Denoël, coll. Présence du futur no 186, 2e trimestre 1975)
- When War Comes, 1972
- Cyborg: Operation Nuke, 1973
- The Last Dogfight, 1974
- Planetfall, 1974
- Cyborg: High Crystal, 1974
- Three Corners to Nowhere, 1975
- Cyborg IV, 1975
- Whip, 1976
- Aquarius Mission, 1978 (Mission Aquarius, Éd. Albin Michel, coll. Super fiction no 6, 1er trimestre 1980)
- Jericho 52, 1979
- Wingborn, 1979
- Manfac, 1979
- Night Hamburg Died, 1979
- The Final Countdown, 1980 (Nimitz, retour vers l'enfer, Éd. J'ai lu, coll. Science-Fiction (1re série) no 1128, 2e trimestre 1980)
- Tigers Are Burning, 1980
- Deathmate, 1982
- Killer Station, 1984
- Star Bright, 1984
- Zoboa, 1986
- Messiah Stone:The Messiah Stone, 1986
- Exit Earth, 1987
- Beamriders!, 1989
- Prison Ship, 1989
- Messiah Stone: The Dark Messiah, 1990
- Indiana Jones and the Sky Pirates, 1993 (Indiana Jones et les pirates du ciel, Éd. Milady, coll. Indiana Jones no 7, septembre 2008)
- Indiana Jones and the White Witch, 1994 (Indiana Jones et la sorcière blanche, Éd. Milady, coll. Indiana Jones no 8, septembre 2008
- Buck Rogers: A Life in Future, 1995
- Natural or Supernatural?, 1997
- The B-17: the Flying Fortress, 2001

### Histoires militaires
- Rockets and Missiles, Past And Future, 1954 (Coécrit avec David C. Cooke)
- Worlds in Space, 1954
- Rockets Beyond the Earth, 1955
- Air Force, 1957
- Boeing 707, 1959
- A Torch to the Enemy, 1960
- Test Pilot, 1961
- Aviation and Space Medicine: Man Conquers the Vertical Frontier, 1962
- Rendezvous in space: The story of Projects Mercury, Gemini, Dyna-Soar and Apollo, 1962
- By Apollo to the Moon, 1963
- Flying: Principles of Flight and the Development of Aircraft, 1963
- The Long Arm of America: The story of the amazing Hercules air assault transport and our revolutionary global strike forces, 1963
- The Man-in-space Dictionary (1963)
- Everything But The Flak: A Crazy Ride Across the Atlantic in Three Antiquated B-17's, 1964
- The Mighty Hercules, 1964
- The Silken Angels: A History of Parachuting, 1964
- Barnstorming: The Great Years of Stunt Flying, 1965
- The Ragged, Rugged Warriors, 1966
- Flying Forts: The B-17 in World War II, 1968
- Me 109: Willy Messerschmitt's peerless fighter, 1968
- Zero Fighter, 1969
- Zero!: The Story of Japan's Air War in the Pacific - As Seen by the Enemy, 1971 (Coécrit avec Jirō Horikoshi et Masatake Okumiya)
- Golden Wings: A Pictorial History of the United States Navy and Marine Corps in the Air, 1972
- Destination Mars: In Art, Myth, and Science, 1972 (Coécrit avec Jay Barbree)
- Bicycles in War, 1974 (Coécrit avec Jay Barbree)
- The Saga of Iron Annie, 1979
- Kill Devil Hill, 1979 (Coécrit avec Harry Combs (en))
- Thunderbolt: The P-47, 1983 (Coécrit avec Robert S. Johnson)
- Ragwings and Heavy Iron: The Agony and the Ecstasy of Flying History's Greatest Warbirds, 1984
- Samurai!: The Autobiography of Japan's Bravest Fighter Ace, 1985 (Coécrit avec Saburo Sakai)
- Fork-tailed Devil: The p. 38, 1990
- Thunderbolt: The Fabulous U.S. 56th Fighter Group, 1990
- Ghosts of the Air, 1991
- Pioneer Bush Pilot: Story of Noel Wien, 1991
- Test Pilots: Riding the Dragon, 1992
- A Journey Through Time: Exploring the Universe With the Hubble Space Telescope, 1995 (Coécrit avec Jay Barbree)